# Милован Недић
Милован С. Недић (Кнић, 26. април 1866 — Ниш, 1. септембар 1913) био је српски војсковођа и официр. Недић је био пуковник, ђенералштабни официр ,командант Моравске дивизије другог позива Краљевине Србије у Балканским ратовима (1912—1913) и командант Брегалничке граничне дивизије.

## Школовање и Војна академија
Недић је рођен у Книћу 26. априла 1866. године. После завршене Војне академије у Београду, осим свакодневних дужности, предавао је историју ратне вештине на Војној академији, писао за часопис „Ратник" и превео с немачког језика Пруско-аустријски рат 1866. године. Стекао је многа одликовања, а у балканским ратовима и Карађорђеву звезду.
Ратна мобилизација, пред Први балкански рат 1912. године, га је затекла на дужности команданта 14. пука у Књажевцу.

## Први балкански рат (1913)

### Пуковник Милован и његови Моравци Фрка дивизије
Непосредно пред долазак штаба Врховне команде у Ниш, министар војске Радомир Путник, наложио је своме помоћнику, пуковнику Живојину Мишићу, да поднесе предлоге за команданте Дунавске, Моравске и Тимочке дивизије другог позива. Мишић је за Моравску предложио Милована Недића, али је Путник тешка срца прихватио предлог, сматрајући Милована тврдоглавим и непокореним човеком.
Кишовитог 6. октобра, у Нишу је Врховна команда потписала наређење о почетку ратних операција против Турске. Међутим, још два дана пре објаве рата у сукобу са непријатељем код села Мердаре, учествовала је Недићева дивизија. Турци су истискивани борбом прса у прса и зато је тек трећег дана борбе, непријатељ морао бити тучен артиљеријом. Недић је за све време сукоба деловао самоиницијативно, а командири чета, махом резервисти, улетали су у прве јуришне ешалоне и својим примером бодрили војнике. То је била прва победа Недићевих „Мораваца“.
Умешност командовања овај пуковник је испољио и у борбама пред Приштином, где је његова дивизија дала пресудан допринос у ослобађању овог града.У јеку историјске Кумановске битке, Моравци другог позива су по хладном и кишовитом времену потукли непријатеља и овладали Урошевцем и Качаничком клисуром коју су бранили остаци Приштинског турског одреда и десетак хиљада колаборациониста. Потом су, крајем октобра и почетком новембра, ослободили Тетово и Гостивар и разбили остатке турског Седмог корпуса код Кичева.
У Битољској бици, Недић је, под изузетно тешким околностима, командовао заузимањем стратешки најважнијег виса Облаково. У вишедневној драматичној борби, без икакве помоћи других дивизија, Моравци су опколили 25 турских батаљона, овладали Облаковом и одбили више непријатељских контранапада турске војске предвођене Џавид-пашом. Међутим, у том неописивом узајамном изливу мржње двеју војски, догодило се и нешто неочекивано. У гомили турских лешева, Моравци су затекли рањеног непријатељског официра како пркосно чека да буде убијен. Поручник Милан Ђорђевић га је спровео код пуковника Недића, а када је командант чуо да заробљеник није хтео да се повуче већ је остао на положају да погине крај својих војника, није прихватио од њега понуђену сабљу у знак предаје, већ му је честитао на храбрости. Недић га је и упитао да ли жели да, уз обезбеђење, буде враћен својој војсци. Међутим, заробљеник је желео да остане код Срба и да буде лечен у њиховој болници. Случај је хтео да истог дана и Ђорђевић буде рањен. Увече су два официра супротних војски у превијалишту лежали један поред другог.
После завршене битољске операције, Моравци су гонили непријатеља кроз Албанију, а потом на позив генерала Мишића, заузели Дебар и Ресен.

### Непобедиви Гази Неда-паша
Успех Недићевог командовања и висок морал његове дивизије нису промакли Путниковој пажњи. Лично је позвао Недића у Скопље и рекао му да ће га унапредити у чин генерала. Недић је с разлогом био сумњичав, јер су многи желели да пре њега стекну такво признање, иако се њихов допринос у рату није могао мерити са Недићевим. У жељи да му онемогуће добијање обећаног чина, служили су се очитим лажима. Недић се бранио и на крају одбранио од сплетки и неистина, али у чин генерала није унапређен. Међутим, ма колико то чудно звучало, признање је добио од непријатеља. Заповедници турске војске, дивећи се његовом војничком таленту и храбрости његових војника, прозвали су га Гази Неда - паша, а Моравску дивизију другог позива –„Непобедива дивизија“.

## Други балкански рат (1913)
Тринаестог јуна 1913. године, бугарске снаге у јачини од преко 100.000 војника, уз громко Ура и химну Шуми Марица, изненадиле су српске положаје на Брегалници и Злетовској реци. Тада је започео Други балкански рат. У тешким часовима одбијања напада, и Моравска дивизија једала све од себе. Нешто касније, када су Срби овладали ситуацијом, Путник је рекао свом помоћнику: Господине Мишићу, да нам је у овим приликама још три-четири Недића.
Читавих месец дана је пуковник Милован Недић водио беспоштедну борбу са Бугарима која се нарочито развила на висовима у близини Ћустендила. Освајањем врха Црни камен 4. јула 1913. године, Недићеви војници су омогућили да се после шест дана освоји стратешки важан врх Киселица и Бугари одбаце у правцу Грљана, чиме су убрзали победнички завршетак Другог балканског рата. У жељи да филмски забележи херојство Треће армије под командом генерала Боже Јанковића и њене Моравске дивизије другог позива Милована Недића, продуцент Ђока Богдановић је са своја два сниматеља забележио дванаест кинематографских слика са подручја на којем су оне дејствовале током 16. јула 1913. године.

### Оно што метак није могао
После крвавих борби на Злетовској реци, Орловом камену, Рајчанском риду и многим другим поприштима, пукови ове жилаве дивизије и њен командант, сачекали су крај Другог балканског рата у рововима на Грљанском вису. После потписивања примирја, Недић је преузео командовање над Брегалничком граничном дивизијом. Међутим, болест му није дозволила да буде и даље од користи своме народу. Подлегао је нападу колере 10. септембра 1913. године у Нишу, где је и сахрањен.

## Гроб и споменик на Старом нишком гробљу
Гроб и споменик се налази у централном делу Старог нишког гробља – парцела IX, први ред, бр. 3. Облика је масивног правоугаоног стуба, који се у горњем делу сужава. Постављен је на нижем квадратном постољу, изнад кога се уздиже постамент, основе крста, висине два метра, на коме је запис Пуковник Милован Недић, 1866-1913 – Захвална Отаджбина. Изнад записа је причвршћен за споменик грб Србије са мачем и шлемом, начињен од метала. На врху, са све четири стране, уклесана су четири крста већих димензија. Споменик је подигнут од стране српске владе по завршетку Првог светског рата.
Као велики ратник и војсковођа балканских ратова, значајна личност Србије у периоду пре Првог светског рата, његов гроб је стављен 1983. године под заштиту закона.